# Властимир (жупан Рашки)
Властимир (*бл.805 — †бл. 860) — жупан (князь) Рашки (Сербії) у 825—860 роках. Засновник династії Властимировичів.

## Життєпис
Син Просігоя, сербського жупана або архонта. Властимир став вождем одного з сербських племен між 825 та 830 роками. Намагався об'єднати сербів під тиском Болгарського каганату. Спочатку визнав зверхність візантійського імператора Феофіла. Після цього зібрав навколо себе сербських вождів (архонтів за термінологією візантійців).
З 839 року починається боротьба проти Болгарської держави, які намагалися підкорити усі південнослов'янські племена. Спочатку бої тривали у Західній Македонії. Болгари на чолі із ханом Пресіаном I атакували сербські землі, але Властимир завдав ворогові поразки у 841 року. Війна з болгарами припинилася близько 842 року. Це сприяло престижу Властимира, який з цього часу відомий як жупан (князь) Рашки. Змів зміцнити кордони держави.
У 846 році Властимир рушив на підтримку візантійців, спільні війська у битвах при Струма і Нестос завдали поразки болгарському війську. Цим забезпечив мир на східному кордоні. Слідом зацим зайняв землі на півдні — область Гум (в сучасній Боснії та Герцеговині). Того ж року видав доньку за князя Травун'ї. Натомість останній визнав зверхність Рашки.
У подальші роки намагався зміцнити княжу владу, проводив політику з централізації країни. Помер між 851 та 860 роками. Після цього сини стали співволодарями Рашки.

## Родина
- Мутімир (д/н-891), жупан у 860—891 роки
- Строймир (д/н), жупан у 860—880-ті роки
- Гойнік (д/н-891), жупан у 860—880-ті роки
- Країна, дружина Белоє, жупана Травун'є (предки династії Воїставовичів)